# Wängi
Wängi ist eine politische Gemeinde und eine Ortschaft im Bezirk Münchwilen des Kantons Thurgau in der Schweiz. Sie entstand 1969 durch die Vereinigung der Ortsgemeinden Anetswil, Krillberg, Tuttwil und Wängi zur Einheitsgemeinde Wängi. 1996 wurden die beiden Ortsteile Heiterschen und Jakobstal von der Ortsgemeinde Wittenwil abgetrennt und der Gemeinde Wängi zugeteilt.
Die Gemeinde liegt im Murgtal, etwa 10 km sowohl von Wil als auch von Frauenfeld entfernt. Sie ist nicht zu verwechseln mit dem bernischen Wengi.

## Geschichte

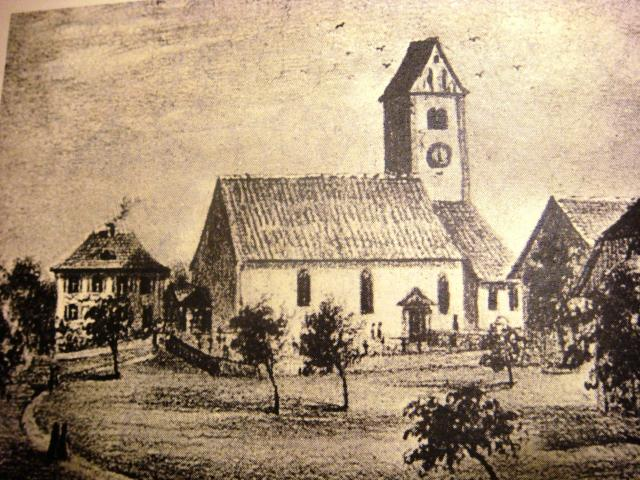
Damals paritätische und heute reformierte Kirche Wängi vor der Renovation 1865

Die erste urkundliche Erwähnung als Wengiu datiert aus dem Jahre 818. Im 9. Jahrhundert war Wängi eine oft benutzte Gerichtsstätte. Um 1200 gehörte es den Grafen von Toggenburg. Im 13. Jahrhundert waren die Ministerialen von Wängi Vögte. In den Appenzellerkriegen 1403 bis 1407 und im Alten Zürichkrieg 1444 wurde Wängi in Brand gesetzt. Eine Offnung datiert von 1475. Ab 1493 besassen die Gielen von Glattburg das Lehen, ab 1591 Maria von Hirschhorn und ihre Erben. 1642 gelangte Wängi durch Rückkauf an die Fürstabtei St. Gallen, wo es bis 1798 blieb. Im 19. Jahrhundert wurden in Bommershüsli Reste einer römischen Villa entdeckt.

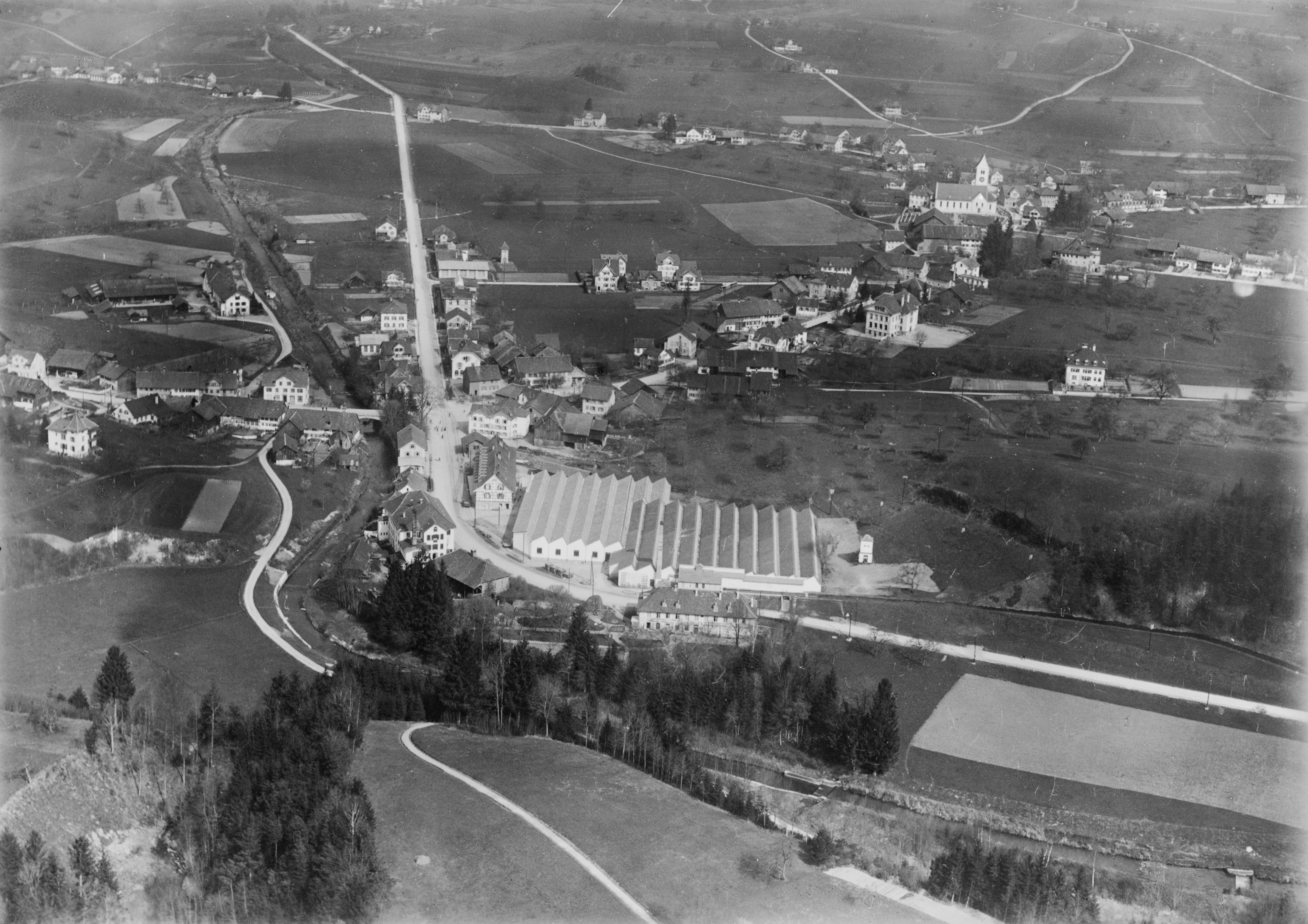
Luftbild aus 200 m von Walter Mittelholzer (1920)

Die Kirche St. Georg, seit 1402 Kirche St. Johann Baptist, wird 887 erstmals erwähnt. Die Pfarrei Wängi umfasste Anetswil, bis 1807 Kalthäusern, Krillberg, bis 1518 Matzingen, bis 1752 Stettfurt und Tuttwil. Die Grafen von Toggenburg verkauften 1401 die Kollatur an die Komturei Tobel, der 1402 die Pfrund Wängi inkorporiert wurde. 1528 nahm Wängi die Reformation an, doch bereits 1536 stellte der Kollator wieder einen katholischen Priester ein. Der reformierte Gottesdienst erfolgte von da an vertretungsweise, bis 1602 der Pfarrer von Aadorf Wängi als Filiale übernahm. Die reformierte Kirchgemeinde entstand 1853 und erhielt 1858 einen eigenen Pfarrer. Das Simultaneum in der Kirche Wängi wurde 1956 aufgehoben. 1958 wurde die neue katholische Kirche St. Johannes der Täufer gebaut.
In Wängi wurde Kornbau in drei Zelgen, Wiesen- und Obstbau, Forst- und ab dem 19. Jahrhundert Milchwirtschaft betrieben. 1869 wurde eine Käserei gebaut. 1823 erwarben Georg Michael Stierlin und Johann Caspar Bachmann die 1362 erwähnte Mühle Wängi und richteten dort die Gesellschaft der Mechan. Spinnerey ein. Deren Betrieb wurde 1916 eingestellt. 1837 kam eine Weberei hinzu, die von 1919 bis 2006 als Weberei Wängi AG und von 2002 bis 2012 als Wängi Mesh AG firmierte. 1878 bis 1932 war die Stickerei ein wichtiger Erwerbszweig. 1896 bis 1997 produzierte die Maschinenfabrik Wängi AG in der Gemeinde, in der seit 1947 auch die Metallveredelung De Martin und seit 1924 die Zwirnerei Rosental angesiedelt sind. 1887 wurde die Frauenfeld-Wil-Bahn in Betrieb genommen. Seit der Eröffnung der Autobahn A1 1969 nahm die Bevölkerung stark zu.
→ siehe auch Abschnitte Geschichte in den Artikeln Anetswil, Heiterschen, Krillberg und Tuttwil

## Wappen
Blasonierung: Geviert von Rot und Gelb.
Das Wappen entspricht dem der ehemaligen st. gallischen Herrschaft Wängi, die auf die Herren von Wängi, Dienstleute des Klosters St. Gallen, zurückgeht.

## Bevölkerung
| Hier fehlt eine Grafik, die leider im Moment aus technischen Gründen nicht angezeigt werden kann. Wir arbeiten daran! |

|                     | 1831  | 1850  | 1900  | 1950  | 1960  | 1970  | 1980  | 1990  | 2000  | 2010  | 2018  | 2023  |
| ------------------- | ----- | ----- | ----- | ----- | ----- | ----- | ----- | ----- | ----- | ----- | ----- | ----- |
| Politische Gemeinde |       |       |       |       |       | 2730  | 2909  | 3387  | 3969  | 4160  | 4697  | 4932  |
| Munizipalgemeinde   | 1510  | 1566  | 1696  | 2381  | 2588  |       |       |       |       |       |       |       |
| Ortsgemeinde        |       | 636   | 887   | 1466  | 1681  |       |       |       |       |       |       |       |
| Quelle              | [ 4 ] | [ 4 ] | [ 4 ] | [ 4 ] | [ 4 ] | [ 3 ] | [ 3 ] | [ 3 ] | [ 3 ] | [ 3 ] | [ 3 ] | [ 6 ] |

Von den insgesamt 4932 Einwohnern der Gemeinde Wängi am 31. Dezember 2023 waren 858 bzw. 17,4 % ausländische Staatsbürger. 1697 (34,4 %) waren römisch-katholisch und 1453 (29,5 %) evangelisch-reformiert. Die Ortschaft Wängi zählte zu diesem Zeitpunkt 4392 Bewohner.

## Wirtschaft
Im Jahr 2016 bot Wängi 1367 Personen Arbeit (umgerechnet auf Vollzeitstellen). Davon waren 7,2 % in der Land- und Forstwirtschaft, 42,7 % in Industrie, Gewerbe und Bau sowie 50,1 % im Dienstleistungssektor tätig.

## Verkehr
Wängi ist gut an den öffentlichen wie an den privaten Verkehr angebunden. Das Dorf liegt an der Strecke der Frauenfeld-Wil-Bahn sowie an der Hauptstrasse zwischen Frauenfeld und Wil. Etwa zwei Kilometer nordwestlich von Wängi befindet sich der Autobahnanschluss an die A1 in Richtung Zürich bzw. St. Gallen.

## Schule
Die Schule Wängi gliedert sich in fünf grosse Anlagen auf: Dorfschulhaus, Steinlerschulhaus, Schulhäuser Imbach I und II und die Dreifachhalle mit der Mehrzweckhalle. Deren Räume werden unter anderem auch für diverse Anlässe (Musikverein «Alpenrösli», Aufführungen, Abendunterhaltung u. a.) genutzt.

## Sehenswürdigkeiten

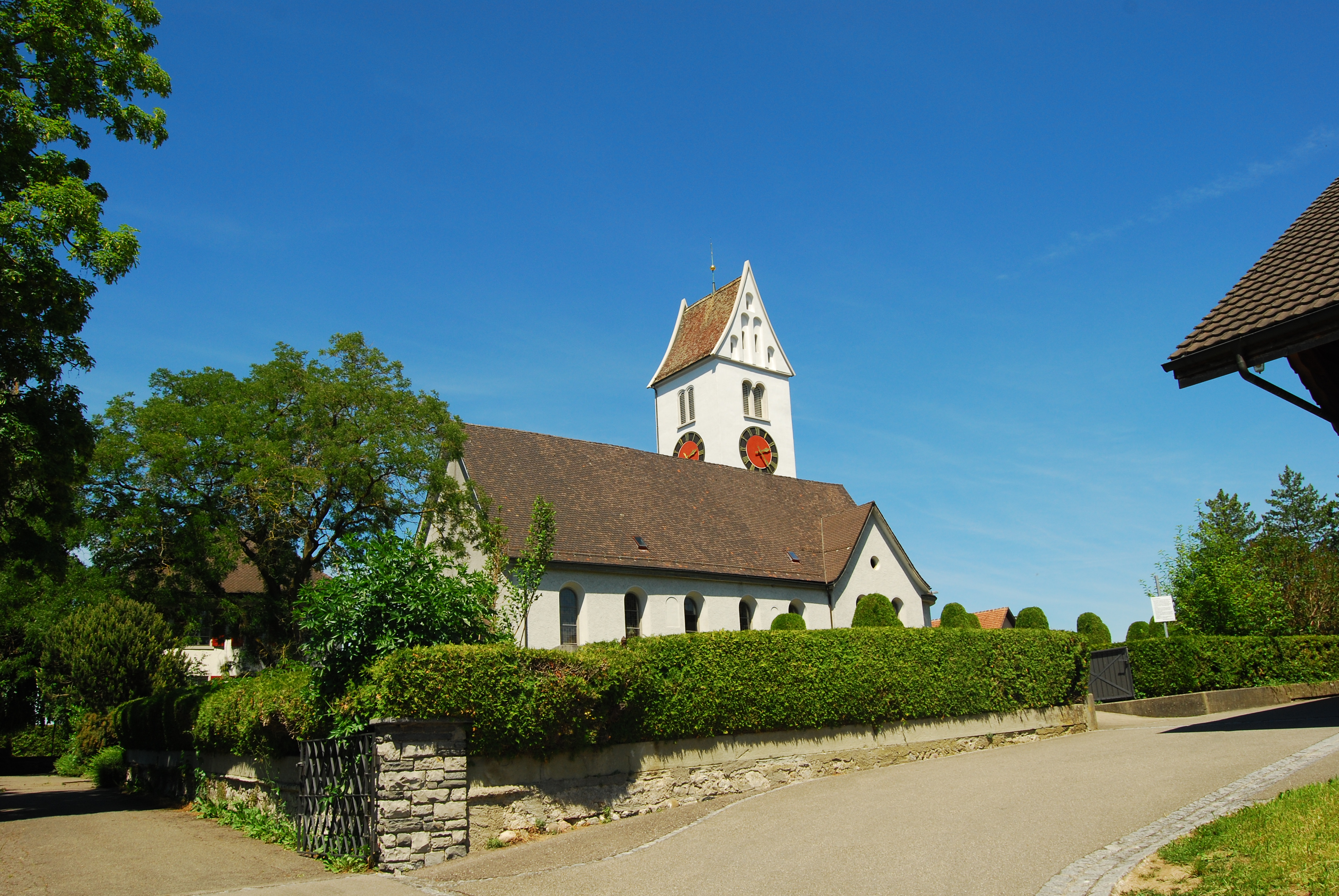
Reformierte Kirche
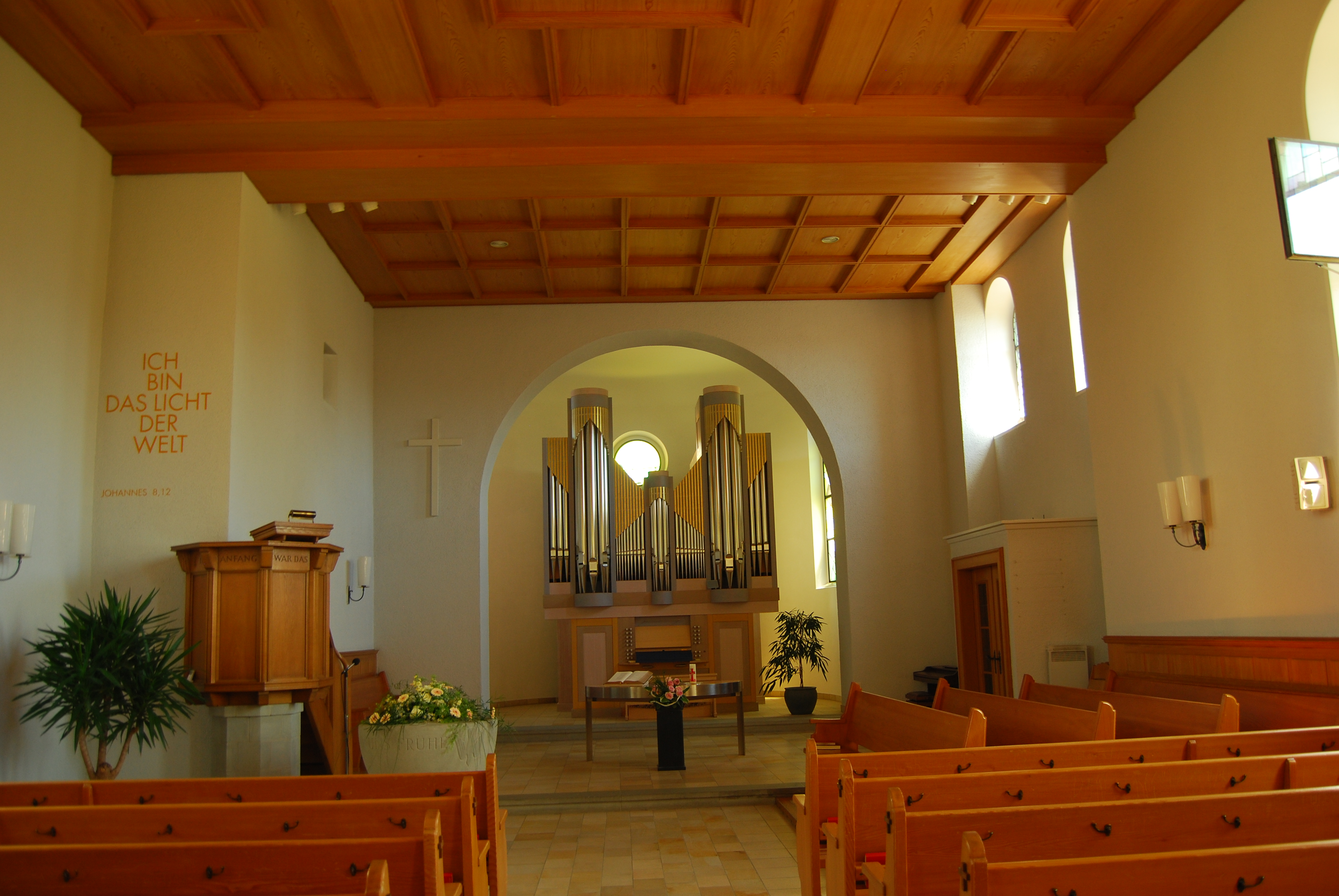
Reformierte Kirche von innen mit Orgel
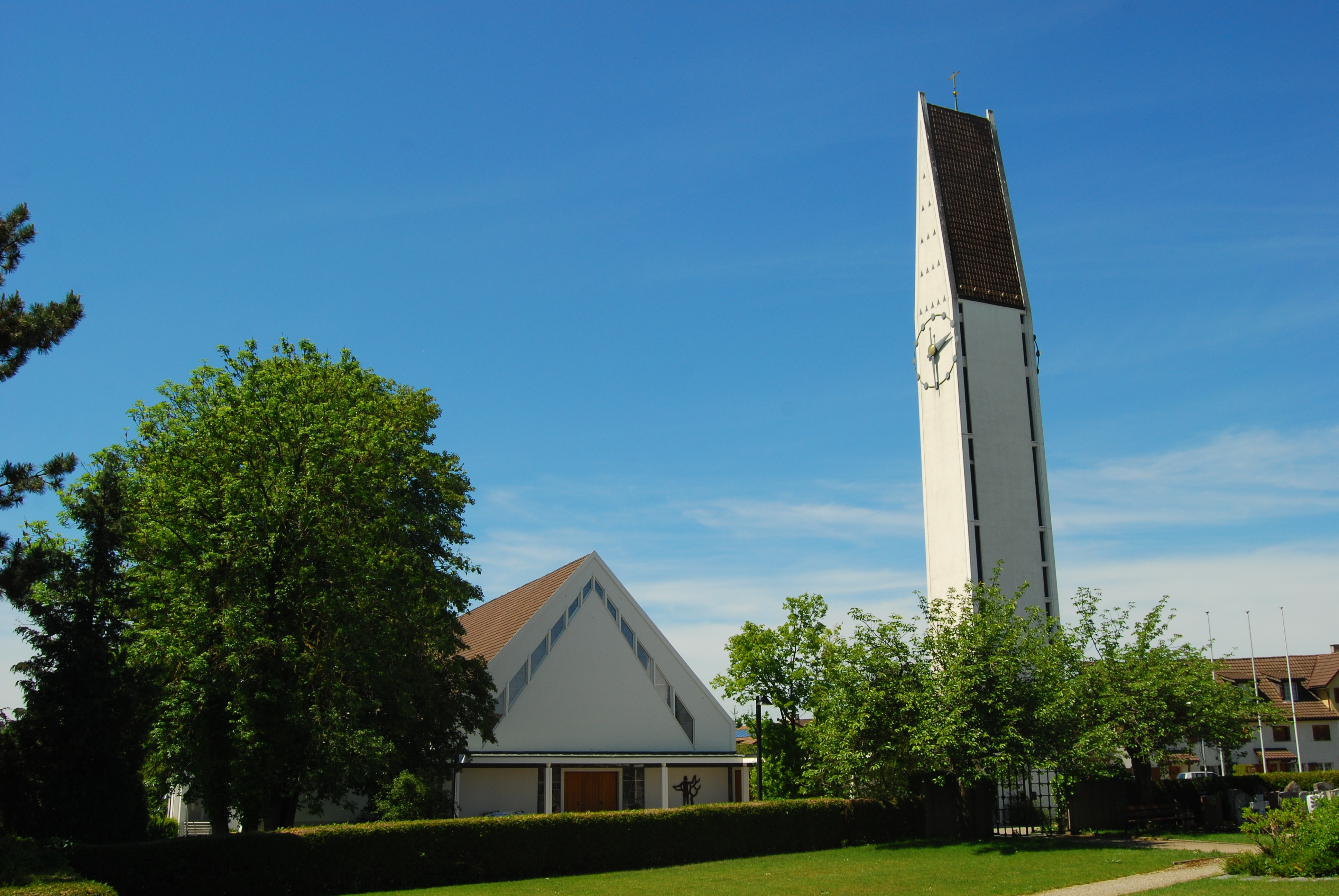
Katholische Kirche St. Johannes
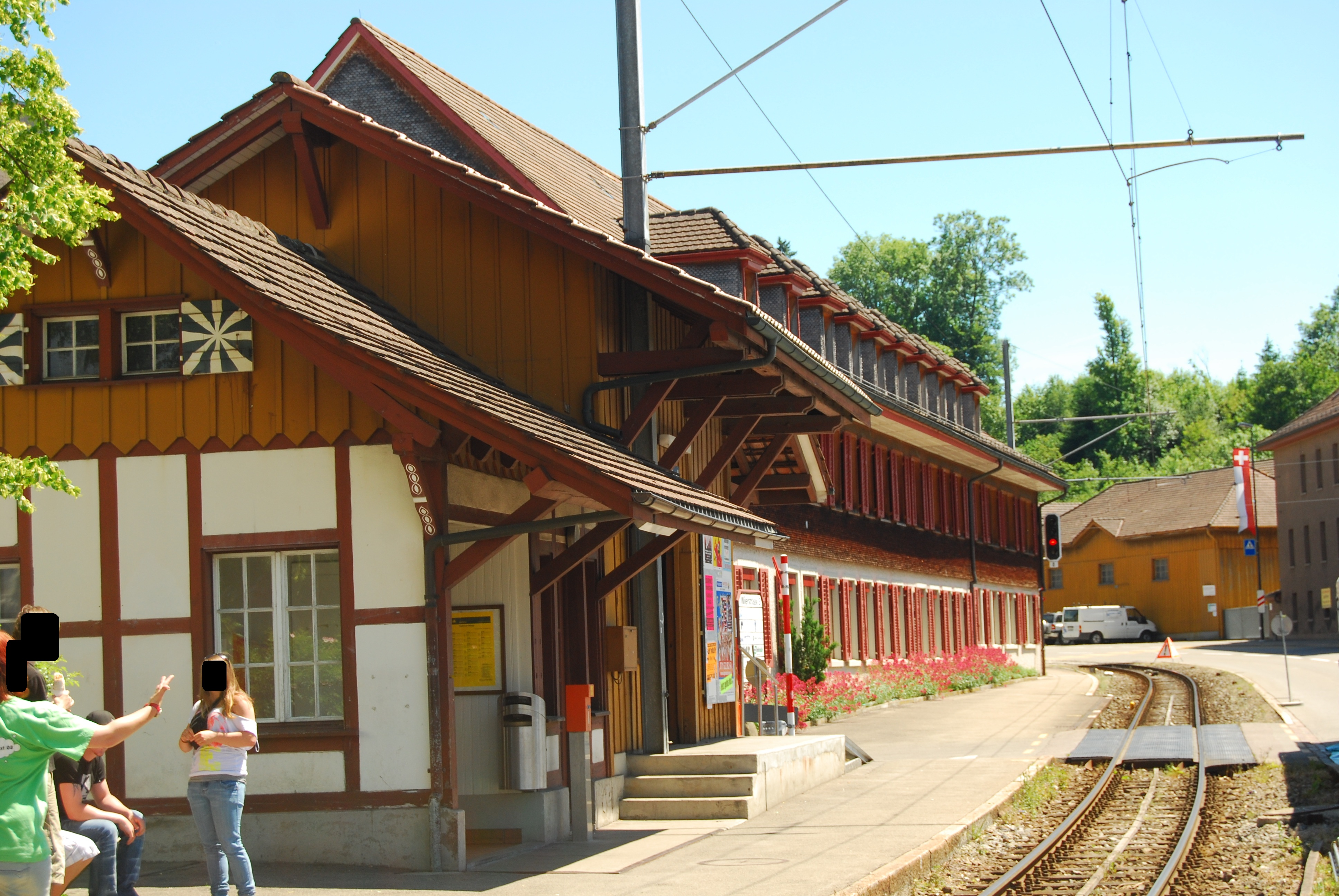
Bahnhof Wängi
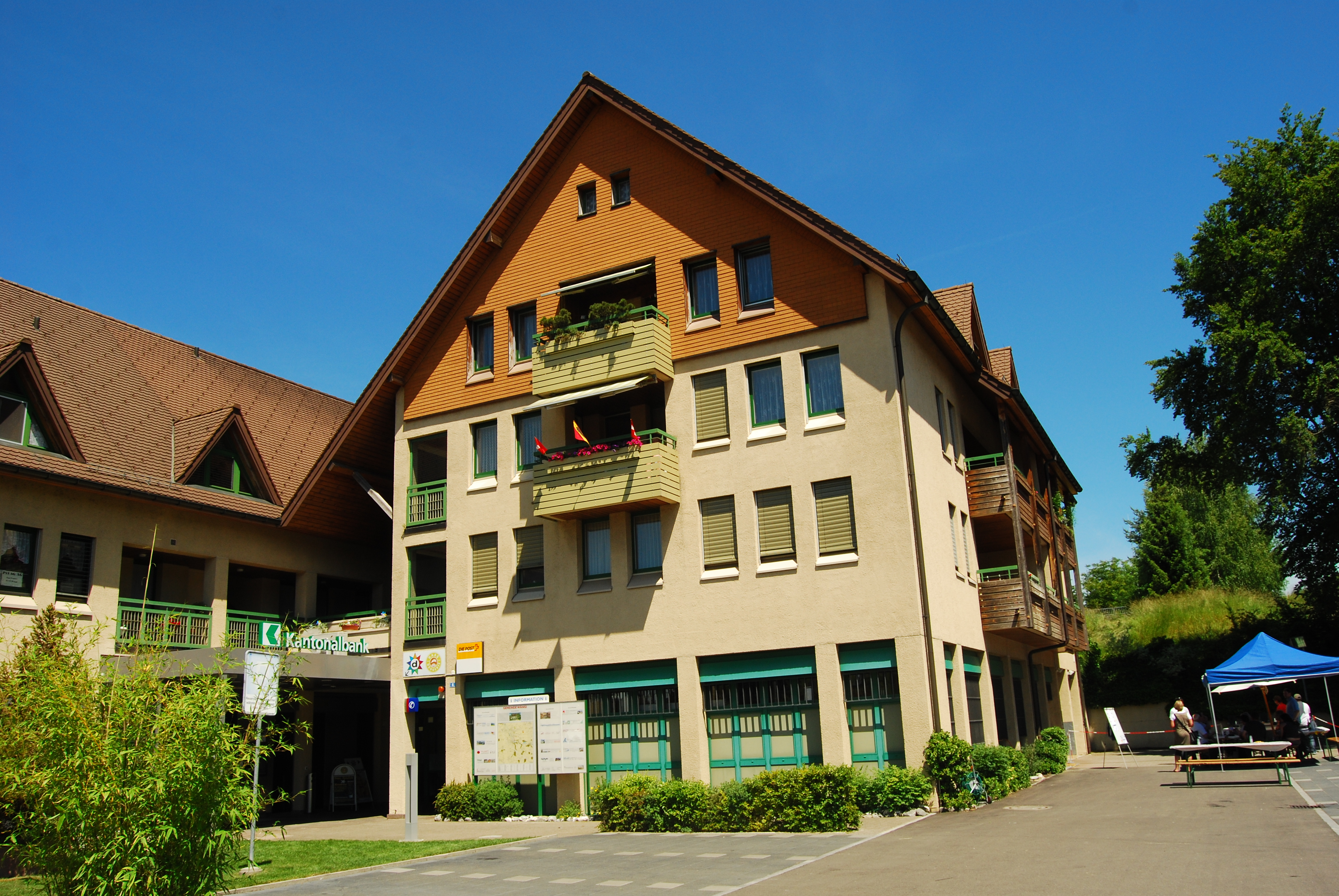
Poststelle
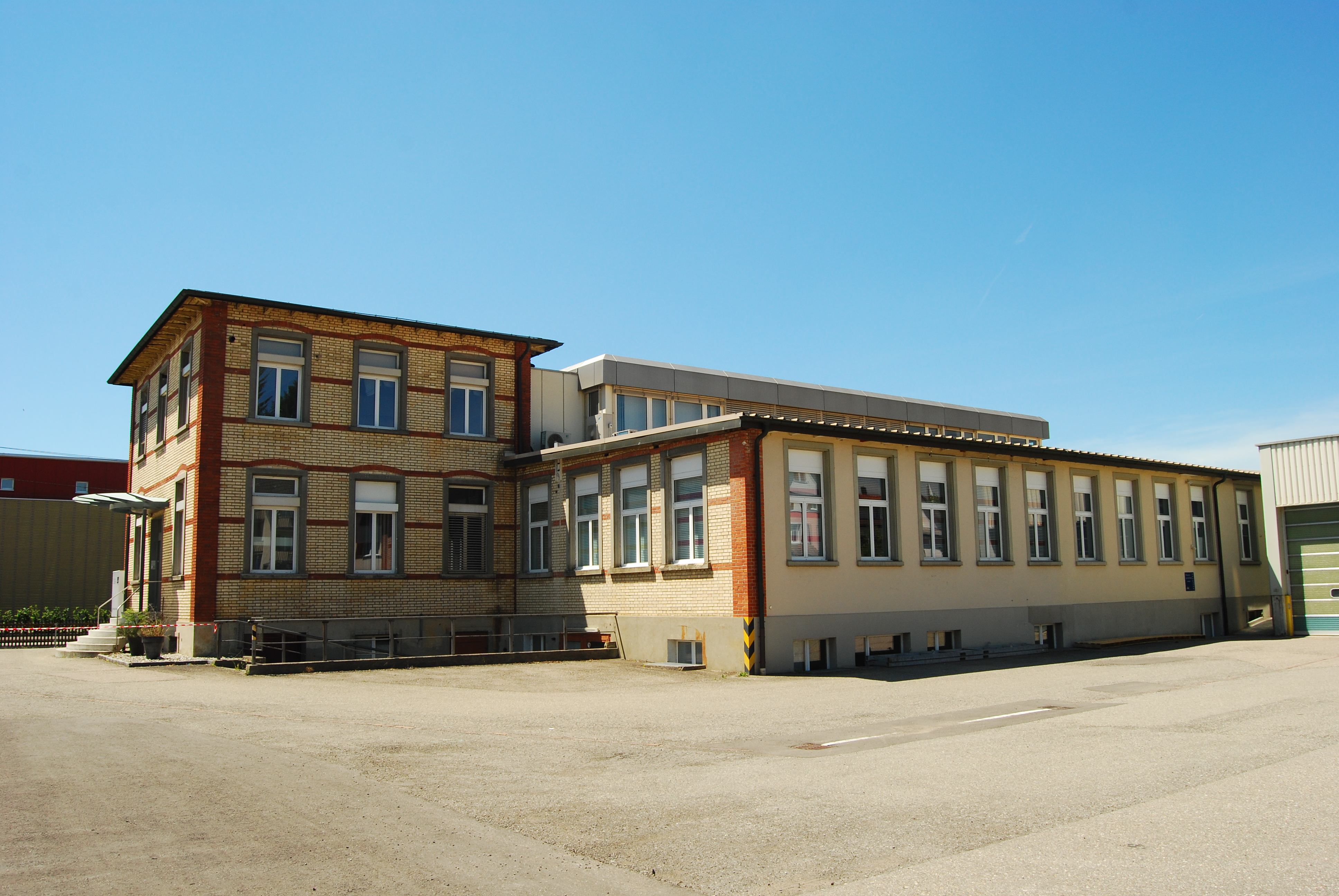
Backsteinfabrikgebäude
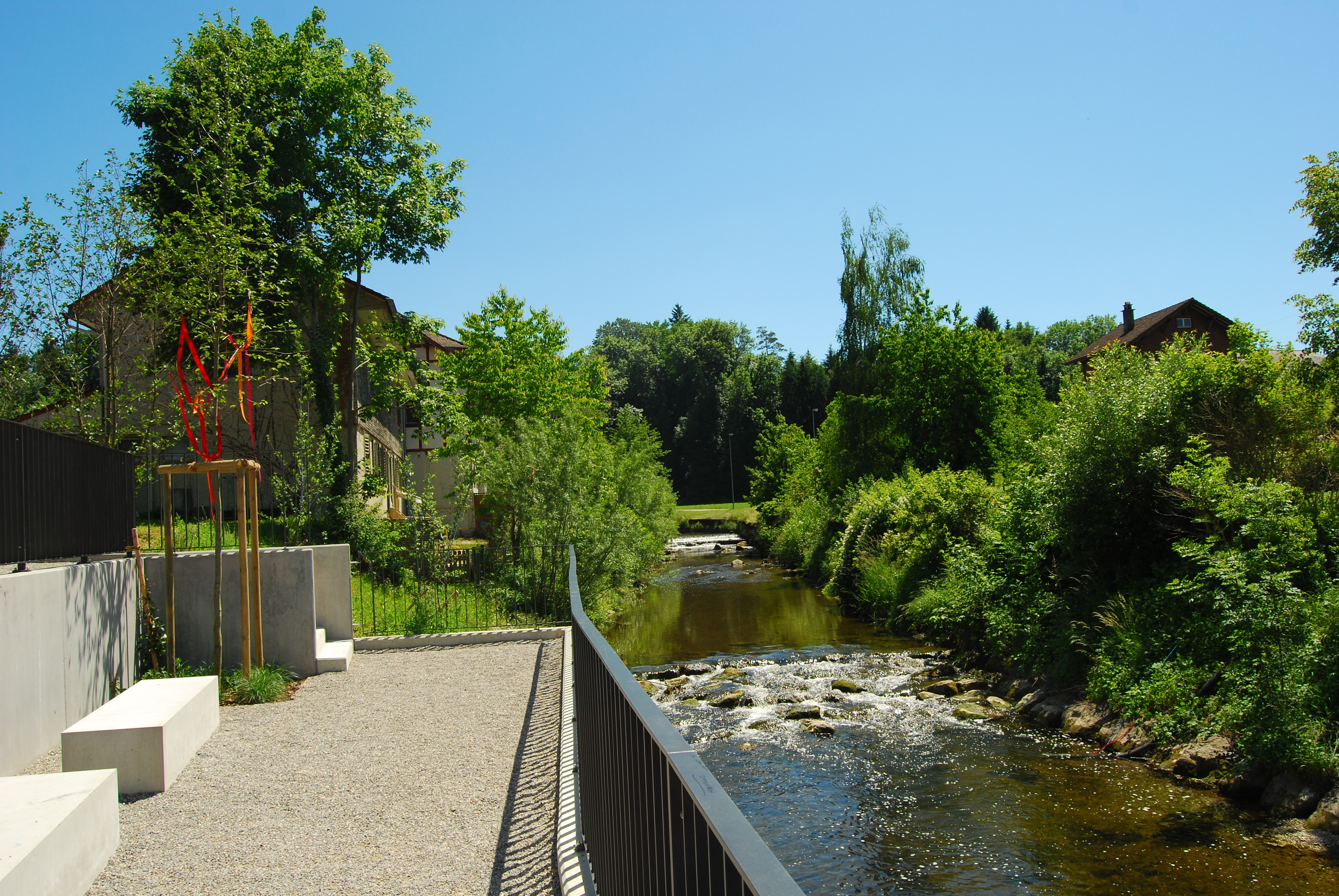
Die Murg im Dorfzentrum von Wängi

## Persönlichkeiten
- Robert Forrer (1868–1927), Politiker (FDP)
- Hermann Walder (1891–1972), Politiker und Rechtsanwalt
- Hansjörg Walter (* 1951), Politiker und Landwirt